# بيلي وليامز (لاعب كرة قدم)
بيلي وليامز (بالإنجليزية: Billy Williams)‏ (27 سبتمبر 1905 في المملكة المتحدة - 8 مارس 1994) هو لاعب كرة قدم بريطاني (وحمل سابقاً جنسية المملكة المتحدة لبريطانيا العظمى وأيرلندا) في مركز الهجوم. لعب مع تشيلسي ووست هام يونايتد.